# Ліз Кендалл
Елізабет Луїз «Ліз» Кендалл (англ. Elizabeth Louise «Liz» Kendall; нар. 11 червня 1971, Ебботс-Ленглі, Англія) — британський політик-лейборист. Член Палати громад від округу Leicester West з 2010 року.
У 1993 році вона закінчила Квінс-коледж Кембриджського університету. Вона працювала як директор мережі служб швидкої допомоги і благодійної організації «Материнський Альянс», дослідник у King's Fund, асоційований директор з питань медицини, соціальної допомоги та дитячих ранніх років в аналітичному центрі Інститут суспільно-політичних досліджень і була спеціальним радником двох міністрів уряду, Патриції Г'юїтт і Гаррієт Гарман.
Вона невдало намагалася стати кандидатом від Лейбористської партії на загальних виборах у 2001 році.
У 2010 році вона стала тіньовим державним міністром охорони здоров'я, а у 2011 — тіньовим державним міністром з питань догляду та літніх людей.
Кендалл, яку описують як блеристку, називали як потенційного наступника Еда Мілібенда на посаду лідера Лейбористської партії на початку 2015 року.